# Taraxacum pannulatum
Taraxacum pannulatum — вид квіткових рослин з родини айстрових (Asteraceae). Вид зростає в Європі: Естонія, Латвія, Данія, Фінляндія, Франція, Німеччина, Велика Британія, Ірландія, Нідерланди, північноєвропейська Росія, Норвегія, Польща, Іспанія, Швеція; це багаторічна рослина помірних біомів.

## Опис
Т. pannulatum має вузькі крилаті черешки, зовнішні білуваті, внутрішні рожеві. Листя досить вузьке, дещо різнолисте. Зовнішні приквітки досить короткі, загнуто-сигмоподібні, дещо неохайно розташовані.